# Mukeš Ambani
Mukeš Ambani (* 19. dubna 1957, Aden) je indický podnikatel a ropný magnát narozený v Jemenu. Podle časopisu Forbes je 10. nejbohatším člověkem planety a nejbohatším Indem, s majetkem přes 90,7 miliard dolarů.

## Rodina
Mukešův otec Dhirubhai Ambani založil roku 1957 v Bombaji malou firmu obchodující s přízí a postupně z ní vybudoval úspěšný konglomerát Reliance Industries, který k obchodu s textilem přibral energetiku, petrochemii a telekomunikace. Po smrti otce v roce 2002 svedl tuhý boj o dědictví se svým bratrem-dvojčetem Anilem Ambanim. Nakonec si rodinné firmy rozdělili tak, že Mukešovi připadla zejména petrochemická část rodinného portfolia. Anil získal mladší podniky, včetně telekomu a digitálních platforem.

## Podnikání
Mukeš je vlastníkem společnosti Reliance Industries, jejíž tržní hodnota představuje 3,5 procenta indické ekonomiky. Obchoduje hlavně s ropou a vlastní největší rafinerii na světě, schopnou vytěžit 660 tisíc barelů za den. Vystudoval aplikovanou chemii na univerzitě v Bombaji, následující studia na Stanfordově univerzitě nedokončil. Vlastní jednu z největších sbírek luxusních automobilů na světě. V Bombaji si nechal postavit unikátní 173 metrů vysokou rezidenci zvanou Antilia za 1 miliardu dolarů. Bývá označována za nejdražší rodinný dům na světě. Je vlastníkem indického kriketového klubu Bombaj Indians.
Roku 2016 založil mobilní síť Jio Platforms a nabídkou levných dat získal 400 milionů nových uživatelů. Zvýšil tak počet uživatelů internetu v Indii na 750 milionů. V dalších letech se soustředil na vybudování maloobchodního řetězce prodejen a za pomoci zahraničních investorů vybudoval největší indickou síť s více než 12 000 obchodů. Zároveň se snaží získat větší podíl na internetovém obchodu, kde 60 % ovládá Amazon a Walmart, převedením tisíců tradičních indických prodejen "kiranas" na obchodování on-line. Ve druhé polovině roku chce spustit vlastní indické 5G sítě, založené na domácím hardware a technologických komponentách. Od března do listopadu 2020 se mu podařilo získat investice ve výši 27 miliard dolarů od amerických firem jako Facebook, Silver Lake Partners, Google, Qualcom nebo Intel.